# Звягин, Альфред Аркадьевич
Альфред Аркадьевич Звягин — д.м.н., профессор, главный научный сотрудник, руководитель группы анестезиологии и интенсивной терапии отдела ран и раневой инфекции Института хирургии им. А. В. Вишневского.

## Профессиональная деятельность
Альфред Аркадьевич Звягин по профессии анестезиолог-реаниматолог.

## Почётные звания и награды
- 2003 год — в составе группы врачей стал одним из лауреатов

```
"Премии Правительства Российской Федерации" за разработку и внедрение в клиническую практику новых технологий и лечения хирургических гнойно-септических заболеваний и осложнений.
  Премия присуждена 18 февраля 2003 года, №4831.
```

- 2005 год — в составе группы врачей стал одним из лауреатов премии «Призвание» (вручается лучшим врачам России), получив награду за спасение пациента с множественным поражением внутренних органов и проведение серии операций в течение 2 лет[1].
- 2012 год — Медаль ордена «За заслуги перед Отечеством» II степени за достигнутые трудовые успехи и многолетнюю добросовестную работу[2].